# Bedřich Peška
Bedřich Peška (25. října 1820 Ústí nad Orlicí – 15. června 1904 Praha) byl český básník, spisovatel a překladatel. Psal satirické verše a poezii pro mládež, pohádky a historické povídky. Mnohé z jeho básní byly zhudebněny. Přeložil LaFontainovy bajky, Andersenovy pohádky a řadu operních libret.

## Život
Studoval v Litomyšli a Brně, poté absolvoval právnickou fakultu v Praze. Pracoval na pražském magistrátě, v roce 1864 byl jmenován radou. Počátkem roku 1873 byl penzionován pro dlouhodobě nepříznivý zdravotní stav. Odstěhoval se do rodného Ústí nad Orlicí, pak do Brandýsa, Chocně a nakonec do Prahy, kde strávil poslední léta života. Pohřben byl na Olšanech.
Patřil mezi známé vlastence starší generace. Přátelil se s Janem Nerudou, Juliem Grégrem, Vojtou Náprstkem a Emanuelem Tonnerem. Ve 40. letech byl členem českých spolků, roku 1848 zasedal v Národním výboru. Během pobytu v Brandýse nad Orlicí se zasloužil o vybudování pomníku Komenského v místě, kde tento pedagog sedával. Za přínos k rozvoji města bylo Peškovi uděleno čestné občanství.

## Dílo
První básně publikoval roku 1842 v zábavných časopisech pod pseudonymem B. P. Ouštecký. Roku 1858 přispěl do almanachu Kytice. V 60. a 70. letech uveřejňoval v Humoristických listech satirické verše, jimiž reagoval na aktuální události. Často byly psány na motivy národních písní a lidé je zpívali doma i na zábavách. Psal i do časopisů Budečská zahrada, Právník, Květy a Světozor.
Hudbu na jeho slova složili např. Karel Bendl, František Kaván nebo Jan Malát.
Knižně vydal:
- Slova do kněh památních (1849)
- Gratulant čili ouplná přání v řeči vázané i navázané… (1850 s reedicemi)
- Naše mohyly : památka výtečníkům českoslovanského národa (1861)
- Od jara do jara (1865) — básně pro děti
- Letorůstky : čtení a deklamování pro mládež (1871)
- Červená Karkulka, aneb, Potrestaná neposlušnost (1872) — pohádka
- Písně, hry a básně pro opatrovny a školy (1872)
- Veselé kousky a dobrodružství Enšpigla (1872)
- Okolí pražské v písních pro mládež (1873) — sbírka básní doplněná popisem míst
- Staroměstský rychtář (1876) — historická povídka
- Šestero pověstí šumavských (1876)

Překlady:
Překládal z francouzštiny polštiny a němčiny.
- Richard Wagner, Jan Bedřich Kittl: Bianca a Giuseppe aneb Francouzové před Nizzou
- Giuseppe Verdi, Temistocle Solera: Nabuchodonosor (1868)
- Čtrnáctero bájek Lafontainových (1873)
- Giuseppe Verdi, Francesco Maria Piave: Ernani (1873)
- Giacomo Meyerbeer, Eugène Scribe: Robert ďábel (1873)
- J.C. Andersena vybrané pohádky, povídky a báchorky pro mládež a přátele její (1874), společně s J. Mikulášem Boleslavským (1874)
- Otto Nikolai, William Shakespeare, Salomon Hermann Mosenthal: Veselé ženy windsorské (1874)
- Ivan Zajc, Carl Costa: Hadačka z Boissy (1880)
- Giacomo Meyerbeer, Eugène Scribe: Hugenoti, čili, Noc bartolomějská (1889)